# Gwinner
La ville de Gwinner est située dans le comté de Sargent, dans l’État du Dakota du Nord, aux États-Unis. Sa population s’élevait à 753 habitants lors du recensement de 2010, estimée à 900 habitants en 2018. C’est la localité la plus peuplée du comté.

## Démographie
| 1950 | 1960 | 1970 | 1980 | 1990 | 2000 |
| ---- | ---- | ---- | ---- | ---- | ---- |
| 197  | 242  | 623  | 725  | 585  | 717  |

| 2010 | - | - | - | - | - |
| ---- | - | - | - | - | - |
| 753  | - | - | - | - | - |

## Source
- (en) Cet article est partiellement ou en totalité issu de l’article de Wikipédia en anglais intitulé « Gwinner, North Dakota » (voir la liste des auteurs).